# Erminio Blotta
Erminio Antonio Blotta (Morano Cálabro, 8 de noviembre de 1892 - Rosario, 23 de enero de 1976) fue un escultor autodidacta rosarino de origen calabrés.

## Biografía
Blotta nació en el poblado calabrés de Morano Cálabro (240 km al sudeste de Nápoles), de padre y madre calabreses: Giovanni Blotta Rímolo (de profesión zapatero) y Anna Filomena Mainieri Mainieri, línea Paioia (de profesión hilandera).
Son inexactas las fechas de enero de 1895 o 1896, que Blotta mencionaba alternadamente como las de su nacimiento.
En sus documentos argentinos (libreta de enrolamiento, libreta de familia) figura como Carmen E. Blotta, y en la ficha de defunción en el cementerio El Salvador de la ciudad de Rosario figura como «Carmen E. Blotta, viuda» [sic]. Según su acta de nacimiento calabresa su nombre completo era Erminio Antonio Blotta Mainieri.

## Viaje a Argentina
En 1869, con la apertura del canal de Suez, que permitía la importación de productos de Oriente (como seda) a menor precio, centenares de miles de calabreses se empobrecieron y empezaron a migrar a América.
A principios de 1894, Blotta, de poco más de un año de edad, fue llevado por sus padres en un barco de inmigrantes hasta la ciudad argentina de Rosario (300 km al noroeste de Buenos Aires), sobre el río Paraná. Filomena se embarcó ya embarazada de su segundo hijo Francisco, quien nacería en Rosario el 21 de julio de 1894. Como hecho curioso de la calidad de la artesanía de los moraneses, en otro viaje de inmigrantes vinieron el zapatero Grimoldi, cuya empresa de zapatería, se convertiría en una de las mayores de Sudamérica, junto con Blas Blotta que se instalaría, este, en Rivadavia (provincia de Mendoza). Giovanni (que en el puerto de Buenos Aires recibió el nombre de «Juan Blotta») con los años llegó a tener una pequeña fábrica de zapatos en la casa familiar, en calle Alvear entre Jujuy y Brown, y un «conventillo» (inquilinato).
Ya dos hermanos de su padre (Gaetano Cayetano y Rocco Roque Blotta Rímolo) estaban afincados en el pueblo de Paso de las Piedras, hoy Lucio V. López, 40 km al noroeste de Rosario, donde esos hermanos instalarían un depósito de frutos del país, y portentosamente sobre el río Carcarañá una pequeña usina hidroeléctrica de 100 kW, vendiendo su energía eléctrica de corriente alterna al pueblo y la zona.
Blotta fue el mayor de nueve hermanos (aunque, como era común en esa época, dos de ellos ―Carmen (1898-1900) y Antonio (1914-1914)― fallecieron prematuramente, estando en un mismo nicho 2.º v n.º 414, del cementerio El Salvador junto a su padre Juan (1865-1934) y a su hermano Francisco (1895-1953).
Cursó sus últimos años de educación primaria (1903 a 1905) en la Escuela Superior de Varones n.º 1 (actualmente Escuela n.º 55; Domingo F. Sarmiento), ubicada en esa época en calle Santa Fe 645, en Rosario. En dicha escuela, desde 1912 emplazada en calle Buenos Aires 947 de Rosario, se encuentran varias de sus esculturas.

## Adolescencia
Como aprendiz en el Ferrocarril Central Argentino, descubrió sus habilidades como escultor: «Me habían puesto a modelar la arcilla con que se tapaba la boca del horno donde se fundía la “guisa” [del italiano ghisa: ‘hierro fundido’], y con ese material yo modelaba toda clase de figuritas: perros, caballos...», le contó en 1970 a Luis Ernesto Aguirre Sotomayor.
Se formó como aprendiz en el pequeño taller de medallas de Marcos Vanzo (1858-1930), donde «a los dos o tres años de empezar a modelar en arcilla ya me trenzaba con bloques de mármol más grandes que yo», diría.
Modelaba placas y retratos funerarios.
Con el escultor y medallista José Nardi (que llegó a Rosario hacia 1920), trabajó como estudiante de escultura, habiendo sido Nardi orientador de muchos escultores.
Aún adolescente, de 17 años, viajó indocumentado a Montevideo (Uruguay), donde vivió un año (entre 1909 y parte de 1910), con el exiliado político argentino Alejandro Vázquez y se relacionó con el poeta Ángel Falco (1885-1971).
Pasó otro año (1911 y 1912), en Buenos Aires, frecuentando la peña de Alberto Ghiraldo que se reunía en el café Paulista de la calle Maipú y Corrientes.

## Bohemia
En 1912, con 19 años, regresó a Rosario. Junto al escultor y pintor César Caggiano (1894-1954) y al poeta Abel Rodríguez (1893-1961) formaron el grupo de arte El Clan. Frecuentaban diferentes cafés de la ciudad, como el Paganini, lugar de encuentro de la bohemia y del anarquismo.
Era habitué del Café Social de los Paganini, lugar de encuentro de la bohemia y los círculos anarquistas, cuyas reuniones se prolongaron hasta 1921 y donde concurrían la mayoría de los intelectuales de la ciudad. Otros cafés de reunión eran La Brasileña o El Cifré, donde compartía tertulias, abarcando temas que iban desde las artes, hasta los inherentes a la ciudad, el país y el mundo. Entre los contertulios más destacados ―aparte de sus compañeros de cuarto― se destacaban, entre otros:
- el pintor barcelonés Enrique Munné (1880-1949)
- el pintor, grabador, ilustrador, escenógrafo y escultor Alfredo Guido (1892-1967)
- el poeta Domingo Fontanarrosa (1893-1921)
- el pintor Manuel Musto (1893-1940)
- el poeta Abel Rodríguez (1893-1961)
- el pintor Augusto Schiavoni (1893-1942)
- el escultor y pintor César Caggiano (1894-1954)
- el pintor y grabador Gustavo Cochet (1894-1979)
- el arquitecto Ángel Guido (1896-1960, creador del Monumento a la Bandera)
- el pintor y grabador Santiago Minturn Zerva (1896-1964)
- el escultor Daniel Palau (1896-1978)
- el pintor griego Demetrio Antoníadis (1899-1965)[9]
- el pintor Luis Ouvrard (1899-1988)[10]
- el pintor y escultor Julio Vanzo (1901-1984)
- el dibujante Aguilar
- el poeta Aguilera.
- el poeta Tomás Cozzolino
- el pintor Manuel Ferrer Dodero
- el pintor Isidro García Rouzaut
- el poeta Marcos Lenzoni
- el pintor José Marín Torrejón
- el pintor Medina
- el pintor Nicolás Melfi
- el dibujante Marzocchi Paz
- el pintor Francisco Miranda
- el pintor Juan Naranjo
- el pintor Julián Nicolás
- el dibujante Jesús Palau
- el pintor Pablo Pierre
- el dibujante Rafaelli
- el poeta Robertaccio
- el escultor Alejandro Sartori
- el poeta Sartoris
- el pintor y pintor de brocha gorda Máximo Medina
- el dibujante Manuel el Negro Zamora
- el pintor Emilio Sánchez Sáns.[11]

Con su amigo Abel Rodríguez, también del clan, intercambiaba los libros que en 1913 inspiraron sus primeros bronces: los bajorrelieves de los escritores y poetas
León Tolstói,
Charles Baudelaire,
Anatole France,
Arthur Rimbaud y
Mijaíl Miguel Bakunin.
Asistía asiduamente a la biblioteca anarquista (en esa época Rosario era el centro más importante del anarquismo en América Latina).
En julio de 1913, Blotta viajó en tren a Buenos Aires, donde sus amigos
el pintor Eugenio Daneri (1881-1970),
el paisajista Walter de Navazio (1887-1921),
el escultor Nicolás Lamanna (1888-1923),
el escultor Luis Falcini (1889-1973),
el pintor Valentín Thibón de Libián (Tucumán, 1889 - Buenos Aires, 1931),
el pintor Ramón Silva (1890-1919) y
el pintor Pedro Delucchi,
le confiaron sus obras para realizar una exposición en Rosario.
De Rosario aportaron sus obras los pintores Emilia Bertolé (1898-1949), César Caggiano (1894-1954) y Alfredo Guido (1892-1967).
El Primer Salón Nacional de Rosario se realizó en un negocio de pintura llamado La Casa Blanca (en calle Córdoba 911), propiedad del entusiasta amateur Casildo Souza.
Los afiches publicitarios fueron confeccionados por los propios artistas.
En ese «Petit Salón» ―llamado así humorísticamente debido a la parca cantidad de obras, y para burlarse del snobismo de las familias de clase alta de Rosario, que desde hacía décadas compraban obras pictóricas exclusivamente de pintores europeos―, Blotta presentó sus cuatro primeros bajorrelieves.
En esos mismos días se inauguró en el salón Witcomb una Exposición de Arte Español, que tuvo un asombroso éxito económico. En cambio el Petit Salón no tuvo éxito: no lograron vender ni una sola obra (incluso el negocio de Sousa terminó de quebrar).
El bronce de Tolstói se exhibió en la librería de Georgino Linares (que más tarde se convertiría en el café Sorocabana), donde lo compró por cien pesos el ingeniero Lampe, quien luego lo donó a la Biblioteca Argentina Dr. Juan Álvarez, donde estuvo expuesto sin protección alguna hasta que en los años noventa fue hurtado. La anarquista biblioteca Alberto Ghiraldo tiene una copia del busto de uno de los fundadores del anarquismo, Mijaíl Miguel Bakunin.

## Taller
Durante cuatro años vivió en conventillos (casas que contenían muchas viviendas reducidas, por lo común con acceso a patios y corredores) en distintos barrios de Rosario. A fines de 1915 consiguió un terreno en avenida Pellegrini 1708, donde armó su taller de escultura en un amplio galpón. Allí su amigo Carlos Mauri hizo su primera fundición y comenzó su oficio experimentando en placas fúnebres modeladas por Blotta y vaciadas en bronce.

## Comunidad
En 1915, mientras esculpía en mármol el famoso Beethoven, en su taller-galpón convivieron sus amigos
- el pianista Alfredo Munné (1880-1949)
- el bajo Felipe Romito (1893-1962, que luego se haría famoso en Milán)
- el escultor y pintor César Caggiano (1894-1954)
- el pintor Gustavo Cochet (1894-1979)
- el pintor y grabador Santiago Minturn Zerva (1896-1964)
- el periodista Leandro Peuser.

El emérito cirujano Artemio Zeno (1884-1935) pagaba las cuentas de este grupo de jóvenes bohemios. En agradecimiento, Blotta le hizo un busto.

## Accidente y ceguera
En noviembre de 1916, cuando estaba terminando de esculpir el monumento a Juan Bautista Alberdi in situ (en Pueblo Alberdi, ahora un barrio a 6 km al norte del centro de la ciudad), al marmolista que Blotta había contratado, de apellido Lombardi, le saltaron esquirlas de mármol que a Blotta ―de 24 años recién cumplidos― le rompieron los lentes y provocaron que le entrara vidrio en ambos ojos. Pasó varios meses completamente ciego y desesperado. A principios de 1917 se operó en Buenos Aires con el cirujano profesor Pedro Lagleyze (a quien más tarde en agradecimiento le haría una escultura); sólo recuperó la visión del ojo izquierdo. O sea que todo el resto de su vida y de su producción artística la desarrolló absolutamente ciego de ese ojo derecho. Poseyó visión monocular, guardando en su memoria el recuerdo de la visión estereoscópica (crucial para trabajar como escultor).
Su hermana menor Elba (que en 1916 tenía apenas cuatro años de edad) descreía de esa versión del escultor y afirmaba que había perdido el ojo derecho por un accidente con cal viva.
Un dato trascendente es que cuando Blotta recuperó la visión en el ojo izquierdo, siguió trabajando en el Alberdi, y el 23 de diciembre de 1917 estuvo presente en la inauguración de su obra, junto a la Comisión de Fomento de Pueblo Alberdi que se la había comisionado.

## Paraguay
El cirujano Lagleyze le brindó una recomendación para quedarse en casa de un paraguayo amigo en Villeta (un pueblo a 30 km al sur de Asunción (Paraguay). Convaleciente, Blotta viajó (a fines de 1917 o principios de 1918) por el río Paraná en barco hasta Paraguay.
En Villeta no encuentra a la persona que iba a alojarlo, pero conoció por casualidad a un misterioso señor de barba blanca que resultó ser Daniel Delgado Rodas, padre del pintor Modesto Delgado Rodas. Los Delgado Rodas le brindaron generosa hospitalidad en su hogar. Pocos meses después, el 4 de octubre de 1918, en el pueblo de Emboscada, Blotta («de 22 años», aunque a punto de cumplir los 25») se casa con Carmen de Jesús Prieto Ruiz («de 23 años», aunque tenía 22), quien había nacido y vivía en Luque y trabajaba como maestra en la misma localidad (15 km al este de Asunción). Era sobrina nieta del general Elizardo Aquino, héroe paraguayo de la Guerra de la Triple Alianza (Argentina, Brasil y Uruguay contra Paraguay).
En esta época recolecta arte indígena de los tupí guaraníes. Existen originales y copias de sus obras en varias ciudades de Paraguay (Asunción, Villeta, Boquerón, Emboscada, etc.).
Años más tarde, por su dedicación y amor por la tierra guaraní, fue designado Ciudadano Honorario del Paraguay. El 17 de octubre de 1970, en el periódico Patria de Asunción (Paraguay), Blotta expresó: «Mi mayor deseo sería morir como paraguayo».

## Su familia

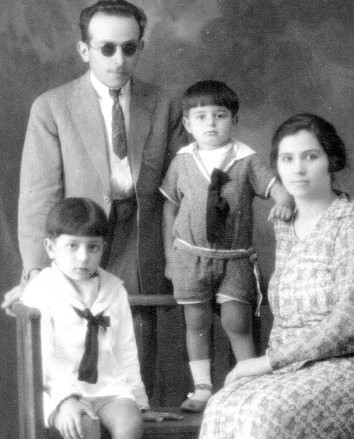
Erminio Blotta con sus hijos Herminio y Elio (de pie) y su esposa Carmen.

A mediados de 1919 ―cuando se entera de que han robado en su estudio― vuelve a Rosario con su esposa embarazada. El 19 de julio de 1919 nació su primer hijo, Herminio. Luego de varias mudanzas, Blotta fijó su taller en la cortada Marcos Paz 3160, donde viviría el resto de su vida. Tendría en total seis hijos:
- Herminio (de nombres de bautismo Erminio Edgar, 1919-2010),
- Elio Antonio (1922-1997),
- María Alba (1926),
- Beatriz Carmen (1933-2020),[14]
- Claudio Artemio (1936-2015) y
- María Evelina (1938, que fallecería de pocos meses de edad).[1]

En su casa gradualmente comenzó a alojar a sus parientes políticos provenientes del Paraguay. Era común que vivieran allí un total de quince o veinte personas.
Era hincha fanático del Club Rosario Central, y asistía regularmente a sus partidos.

## Producción literaria
Entre 1910 y 1940 aproximadamente fue corresponsal literario y asiduo escritor del periódico La Nación (de Buenos Aires). Firmaba sus notas periodísticas españolizando su nombre (Herminio), mientras que en su obra escultórica firmaba con su nombre original italiano (Erminio).

## Influencias y estilos artísticos
Pertenecería a la escuela de escultura simbolista, cuyo representante más conspicuo fue el francés Auguste Rodin (1840-1917) y los casi contemporáneos de Blotta, Arístides Maillol (1861-1941), francés, y el rosarino Lucio Fontana (1899-1967). Tenía una gran influencia del arte griego.
Blotta evolucionó simplificando las formas, con una interpretación cada vez más «clásica» de la figura humana. Desde la cara de Leandro N. Alem (en 1920) fue llegando a formas y modelos recreadas sin rebuscamiento, los rostros expresan serenidad (Monumento a la Madre). Buscaba más la perfección que la originalidad, y su estilo experimentó pocos cambios durante su carrera.

También debe decirse algo sobre el eclecticismo de su estilo, sobre cómo los bajorrelieves son más rodinianos, los bustos más clásicos, las placas funerarias más simbolistas, etc. Y sobre su relación con Lucio Fontana (él y su padre fueron socios de Scarabelli)...
Beatriz Vignoli, crítica de arte y nieta del escultor Blotta

No solo no fue un academicista, sino que en aspectos puramente plásticos hacía muy buen uso de la serie (usaba varias veces la misma imagen en diferentes contextos, formatos y tamaños), el collage (unión y separación de distintas piezas para generar imágenes nuevas), la importancia del soporte (que «la Academia» los pedía en pedestal altísimo, separando al público de la obra, eliminado por Blotta después del Sarmiento de 1916, por considerarlo elitista, en especial en Ansia de luz, que se encuentra exactamente a la altura de los ojos del observador), y el uso de la anatomía como una herramienta más para manifestar la espiritualidad humana. Como muchos artistas, tuvo una producción más comercial (por ejemplo, la placa sobre el muro de la Bolsa de Comercio, en calle Corrientes y Córdoba) y otra más orientada a sus propias convicciones.

## Producción ininterrumpida
En su período juvenil, aparte de modelar la arcilla, esculpía mármol y piedra. Pero a mediados de los años veinte produjo menos torsos de mármol ―Santiago Ramón y Cajal y los presidentes Roque Sáenz Peña y Carlos Pellegrini, y arte funerario― y se inclinó más hacia la producción de obras de arcilla, que hacía fundir en bronce. Existe registro gráfico (especialmente proveniente del periódico La Capital, de Rosario) de más de 200 obras de este tipo.
Por decreto municipal núm. 11.285 del 22 de octubre de 1951 fue nombrado jurado de selección y premios de la Sección Escultura del VIII Salón Anual de Artistas Rosarinos.
Fue dibujante técnico y yesero reconstructor de la maqueta de la vaguada (talweg, la línea formada por los puntos más bajos del lecho de un río) del río Paraná a la altura de Rosario en la Dirección de Puertos de Rosario. Se ganó la vida haciendo arte funerario (varios centenares de obras de bronce para lápidas, etc.) trabajando en muchas ocasiones con su colega Pedro Cresta (1912-1970).
Pueden encontrarse obras del escultor Erminio Blotta en:
- Concepción del Uruguay (provincia de Entre Ríos),
- Resistencia (provincia de Chaco),
- provincia de Santa Fe
- provincia de Buenos Aires
- provincia de Mendoza
- provincia de Córdoba
- provincia de Tucumán
- Santiago de Compostela (España).
- kibbutz Mefalsim (Israel).
- Villeta (Paraguay)

En sus últimos años recibió de la Municipalidad de Rosario, y gestionada por sus amigos, una «pensión graciable» por su labor artística. Falleció a los 83 años, confortado por su familia, el 23 de enero de 1976 en Rosario, su ciudad adoptiva. Fue enterrado en el cementerio El Salvador, en la ciudad de Rosario.

## Honores

### Obituario
Si se escribiera la historia del arte y la bohemia en Rosario, Erminio Blotta, muerto al cabo de una larga enfermedad, sería una figura ineludible. No solo no se podría prescindir de él: habría que asignarle actuación relevante. Quizá la incertidumbre que tenía de su propia edad ―80, 83, 86 años― haya sido un índice de su despreocupación innata, esa que lo llevó a trabajar como escultor durante décadas, sin fatigas, sin que su ímproba labor, malamente redituable, le haya dado nunca, casi nunca, beneficios que no fuesen la íntima satisfacción de la obra lograda. A pesar de su desdén por los bienes materiales y de la camaradería con poetas y músicos de un tiempo que pasó, no había pausas en su quehacer. Apenas si lo detenían la inquietud ideológica y alguna fuga apresurada al Uruguay y al Paraguay, país este donde se enamoró y se casó y donde tuvo amigos entrañables. Modelaba y esculpía con entusiasmo, fervorosamente, y lo hacía hasta hace poco tiempo, cuando casi ciego pero animoso como de muchacho, sus manos seguían creando, quizá en una suerte de adivinación de los relieves.

Murió pobre, con una mínima pensión municipal, quien como él, había dado a la ciudad el fruto constantemente renovado de su inspiración, por lo general fundada en la admiración que despertaban en él, hombres ejemplares, varios de estos próceres de la civilidad argentina. Pero no se lamentaba de su pobreza, que se hubiera dicho consustanciada con su modo de ser. Prefería a la queja el relato, que lo hacía feliz, de su aventura con mármoles, bronces y yesos en talleres y buhardillas. Gustaba evocar el origen humilde, su despertar a la belleza, sus lecturas improvisadas, las militancias juveniles y la revista Bohemia, y le placía hablar, aunque sin vano orgullo, sus triunfos memorables: su Beethoven, emplazado en 1917 en el parque Independencia por las propias manos de Blotta, de algunos amigos y colaboradores ocasionales, que fue el primer monumento público al ilustre músico erigido en una ciudad latina y el segundo en el mundo, luego del existente en Viena; su Alberdi, levantado por iniciativa del autor en lo que era entonces el pueblo de ese nombre; su Almafuerte.

Autodidacto, él mismo narró alguna vez su formación en una página manuscrita destinada al archivo de este diario: «No concurrí jamás a una academia de arte. Había obtenido un premio estímulo en el Salón Nacional, y había colocado en el Colegio Nacional n.º 1 el busto de Sarmiento (ese busto lo llevé desde mi taller al colegio en una carretilla y el monumento a Beethoven ya estaba en el parque Independencia y recién entré en un taller de escultura en Buenos Aires y pude ver cómo se hacían las cosas en mármol. A los 17 años (sic), el presidente Sáenz Peña me ofreció una beca y em llevaron a Buenos Aires, un mes después estaba de vuelta y la promesa no se cumplió nunca...».

En parques y plazas, en escuelas y bibliotecas, incluso en placas conmemorativas fijadas en calles, en la torre de la Iglesia Catedral (medallón del cura Navarro) y hasta en la residencia presidencial de Olivos (busto de Roque Sáenz Peña) se aprecia la excepcional fecundidad de Blotta, su pasión laboriosa, su capacidad de realizar, San Martín, Belgrano, Moreno, Brown, Güemes, Rivadavia, Urquiza, Dante, Tolstoi, Zola, Pérez Galdós, Rosalía Castro, José Hernández, Ramón y Cajal, Pizurno, De la Torre, Kennedy, muchos más. Y los rosarinos como Marcos Lenzoni, Domingo Fontanarrosa, el maestro Mazza, Juan Álvarez y Artemio Zeno. En el Paraguay, entre otras creaciones suyas, se encuentran los bustos del coronel Bogado y del general Caballero. En La Capital se lo quería extrañablemente. No solo era asiduo visitante, sino que autor de bustos de Ovidio Lagos (dos de ellos ubicados en plazas públicas) y de Ovidio Amadeo Lagos, así como de placas con las efigies de Adolfo Lagos, Joaquín Lagos y Leopoldo Lagos. Asimismo, en nuestra casa, bustos de Blotta honran la memoria de Moreno, San Martín y Belgrano.

El sepelio, efectuado ayer por la tarde en el cementerio El Salvador, constituyó una ceremonia expresiva del pesar causado por la muerte del artista.
Obituario en el diario La Capital (Rosario)

### La calle Escultor Blotta
En 1978 —dos años después de su muerte— se rebautizó el pasaje Mercado (situado en la manzana delimitada por calles Warnes, Darragueira, Freire y Perdriel, en bulevar Rondeau al 2100, a 250 m de su monumento a Alberdi en la zona norte de Rosario), que pasó a llamarse pasaje Escultor Blotta.

### Homenajes contemporáneos
De octubre de 2005 a marzo de 2006, se expuso una placa de bronce del escultor y una síntesis de la biografía y de la obra del escultor (el texto de los paneles explicativos era extraído de este artículo de Wikipedia), en el vestíbulo del Banco Municipal de Rosario (en calle San Martín 730). Su curadora fue la museóloga Irene Zulli.
El 9 de marzo de 2006, el Concejo Municipal de Rosario, a través del Decreto n.º 27.167/06, declaró al escultor Artista Distinguido Post Mortem de la ciudad de Rosario. El proyecto de decreto fue obra del concejal Horacio Ghirardi y otros.
La mencionada distinción fue otorgada a sus familiares directos en la sesión ordinaria del 20 de abril de 2006.
Y en el artículo 3.º se instruyó a la Secretaría de Cultura y Educación a disponer de los recursos necesarios para la elaboración y publicación de un «catálogo razonado» de la obra de Erminio Blotta (que estaría basado principalmente en los datos presentados en este artículo y en Wikilibros).
El 12 de abril de 2011 se inauguró una placa conmemorativa en el Paseo de los Ilustres, dentro del cementerio El Salvador (en Rosario).

## Catálogo de obras
Inventario somero con 605 obras del escultor Erminio Blotta (1892-1976) perteneciente a la escuela argentina, enumeradas o descubiertas hasta el 9 de octubre de 2015. El catálogo de obras de este escultor, está en Wikibooks, haga clic en el siguiente vínculo: Catálogo de obras.